# Anasazi

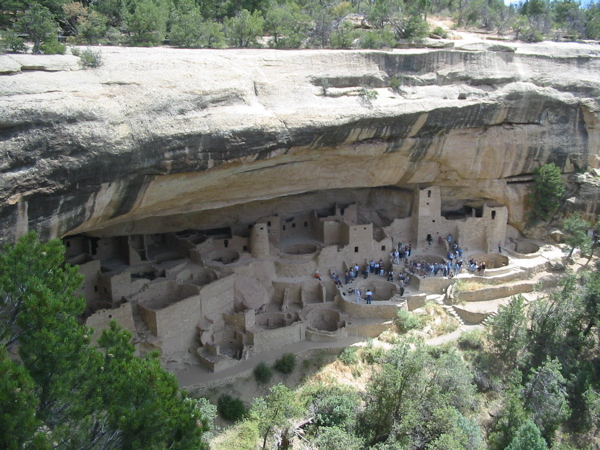
Palacio Acantilado, poblat anasazi del Parc Nacional de Mesa Verde

Els anasazi eren un poble amerindi originari de la gran àrea cultural denominada Oasiamèrica. Ocupaven, dividits en diversos grups, extensos territoris dins els actuals estats nord-americans de Colorado, Utah, Arizona i Nou Mèxic, com també dins els actuals estats mexicans de Chihuahua i Sonora.
La seva civilització ha deixat importants vestigis monumentals i litúrgics en diverses localitzacions, dos de les quals van ser classificades com a patrimoni mundial per la UNESCO. Les restes trobades pels arqueòlegs demostren que la cultura anasazi utilitzava de forma molt notable la ceràmica i el teixit i que també havia desenvolupat amb èxit tècniques d'irrigació. A més, ha deixat nombrosos petròglifs on hi ha dibuixats símbols que encara no es van desxifrar i altres que evidencien observacions astronòmiques dels desplaçaments solars i lunars. Es considera que els descendents actuals dels anazasi són els indis pueblo (entre ells els zuñi i els hopi), però encara no es coneix amb seguretat si entre aquests i els antics anasazi hi ha una continuïtat ètnica o només geogràfica.

## La paraula «anasazi»
La civilització anasazi va desaparèixer completament poc abans de l'arribada dels europeus a Amèrica. S'ignora, ja que no hi ha proves escrites, amb quin nom es designaven a si mateixos els anasazi. Una possible connexió ètnica amb els pobles moderns és matèria de debat. De fet, el terme anasazi és el nom amb què els navahos contemporanis es refereixen a l'antic poble constructor de cases i ciutats de pedra i vol dir «antics enemics». Amb tota probabilitat, per tant, els anasazi no eren relacionats ètnicament amb els navahos sinó amb els indis pueblo. Es fa servir el terme «indis pueblo» per referir-se a totes les civilitzacions índies autòctones amb una arquitectura típica en petits pobles, presumiblement descendents dels anasazi. Els indis hopi utilitzen més aviat la paraula hisatsinom, com que consideren la paraula anasazi com despectiva. Finalment, els historiadors reagrupen sota la designació «anasazi» en diferents cultures similars que van residir a la mateixa zona: els hohokam, els mogollon i els pataya, desapareguts tots abans del segle xvi.

## Cronologia

La regió dels anasazi (en rosat). S'estén pels quatre estats del sud-oest dels Estats Units. És veïna de les cultures Hohokam (en groc) i Mogollon (en verd). Els emplaçaments arqueològics més importants són Mesa Verde, Chaco Canyon i Acantilado Gila.

Segons les últimes teories, els primers assentaments humans a Amèrica daten d'almenys vint mil anys. Els paleoindis es van sedentaritzar al sud-oest d'Amèrica del Nord fa uns dotze mil anys. Els arqueòlegs han desenterrat eines lítiques d'aquesta població a l'assentament de Clovis. Caçaven grans animals que es van extingir ràpidament (mamuts). Després de l'última glaciació, el clima es va fer més sec i calorós. A l'Amèrica Central els olmeques conreaven el blat de moro des del segon mil·lenni abans de Crist. Van ser substituïts per les successives civilitzacions de Teotihuacan, zapoteques, i asteques. Aquests últims eren contemporanis de l'apogeu de la civilització anasazi. Amb l'arribada dels espanyols al segle xvi, les cultures ameríndies van patir mutacions radicals. Els grans imperis van ser destruïts i les diferents tribus pueblo van substituir els anasazi.

### Història de la cultura anasazi
La història dels anasazi continua sent un misteri a causa de l'absència de rastres escrits. L'arqueologia permet, no obstant això, establir unes fases cronològiques de dates aproximatives. La regió del sud-oest dels Estats Units va ser ocupada per poblacions de tradició Sohara (5500 aC. - segle iv). Els basketmakers (cistellers) es van implantar als territoris muntanyencs i semiàrids poc abans de l'era cristiana. Els anasazi van succeir als Cistellers cap al segle viii. La sedentarització progressiva dels caçadors-recol·lectors associada al desenvolupament de l'agricultura, fa emergir una nova cultura anomenada dels Pobles, en referència a les poblacions construïdes amb maons que els anasazi de Mesa Verde havien fet abrigant als penya-segats dels grans congostos de Colorado. L'inici d'aquesta cultura (període Pueblo I, del 700 al 900) es caracteritza per petites cases solitàries i el cultiu del cotó. El període Pueblo II (del 900 al 1100) marca l'apogeu de la cultura anasazi, signat per un enriquiment dels adorns. El període Pueblo III (del 1110 al 1300) marca el deteriorament de la cultura i el seu replegament a Mesa Verde amb uns poblats troglodites rudimentaris.
A partir de l'any 1300, els anasazi es refugien a la vall del Riu Grande i al centre d'Arizona. Es perden les seves petjades poc abans de l'arribada dels espanyols. Les raons d'aquest èxode no són conegudes. Existeixen diverses hipòtesis: un canvi climàtic que va amenaçar les collites, un mitjà deteriorat que va reduir les terres cultivables disponibles, sobrepoblació, problemes polítics, potser guerres. No obstant això, donada l'absència de documents escrits i la limitació dels coneixements actuals no és possible provar cap d'aquestes hipòtesis.

## Cultura anasazi
Els arqueòlegs han trobat restes d'aquesta cultura en diferents estats nord-americans i mexicans que presenten una continuïtat territorial. Tot i que els paisatges de la zona són grandiosos, les condicions naturals dificulten la vida humana. L'aridesa marca la major part d'aquesta àrea, tan extensa, on el paisatge presenta, majoritàriament, un aspecte desèrtic o semidesèrtic. Els dos rius més importants que recorren aquestes terres són el riu Grande i el Colorado. Els rierols solquen el paisatge. La latitud és una altra penalitat. Els hiverns són freds i la neu pot recobrir el terra. La diferència de temperatures entre l'estiu i l'hivern és considerable. A l'est les muntanyes Rocoses arriben als quatre mil metres. L'àrea de la cultura anasazi s'estén sobretot pels altiplans del Colorado, recorregudes per rius i rierols encaixats. Els habitants s'instal·len sobretot en les taules. La geologia de la regió és bastant complexa i ofereix tota mena de materials, des de l'arenisca a la roca volcànica. La flora i la fauna depenen de l'altitud, l'aridesa i la naturalesa del sediment.
No obstant això, els anasazi sabien utilitzar els recursos naturals i respectar l'equilibri. Recol·lectaven les fulles de la iuca, dominaven la irrigació i importaven els productes que no eren capaços de trobar a la regió.
Els anasazi eren en contacte amb altres cultures ameríndies pròximes (vegeu mapa). Els hohokam i els mogollon són els més coneguts. Compartien, fins al punt que els científics els reagrupen en una sola categoria, diversos trets comuns: irrigació, caça, pobles en tova, maó o pedra, ceràmica decorada, relacions comercials amb Mesoamèrica. Es diferencien en aspectes tals com que els hohokam incineraven els seus morts i els mogollon eren sobretot caçadors.

### Els pobles

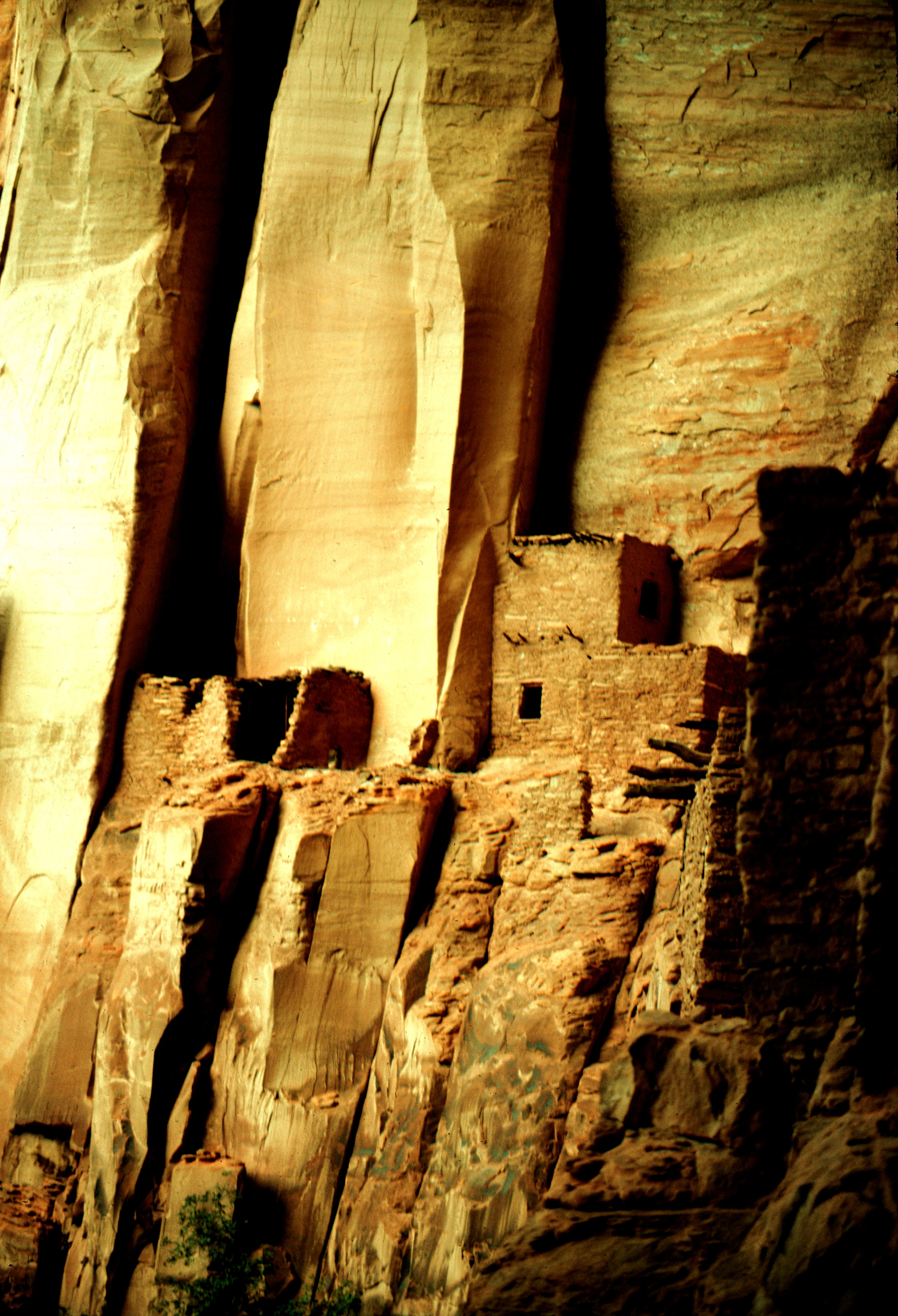
Ruïnes anasazi, Canyó de Chelly - Arizona.

Gràcies a l'arqueologia es coneixen una gran varietat de cases i poblacions anasazi. Els habitatges més antics eren molt modestos, petites cases primitives prou grosses per allotjar-hi a una família. Tenien fonaments poc profunds (cases-pou). La teulada era feta amb terra i branques. El fogó hi era al centre. Amb el creixement demogràfic, els habitatges es reagrupen en petits pobles. Aquest fet manifesta una organització col·lectiva més o menys conscient de l'espai. A partir del segle x, els pobles atenyen una població d'unes centenes d'habitants. Se situen en altiplans com Chaco Canyon (950-1100) o abric sota els penya-segats de Mesa Verde (1100-1300).
Els anasazi escollien llocs excepcionals per instal·lar-se. Diversos pobles es creen sota impressionants penya-segats al segle xiii. Certes excavacions es fan a les parets de gegantins canyons. L'orientació dels habitatges els protegeix de la pluja i la neu a l'hivern i dels majors calors de l'estiu. A més presenten l'avantatge de ser una protecció natural enfront dels atacs enemics. En canvi els allunyaven de les plantacions, fent-les menys accessibles als habitants.

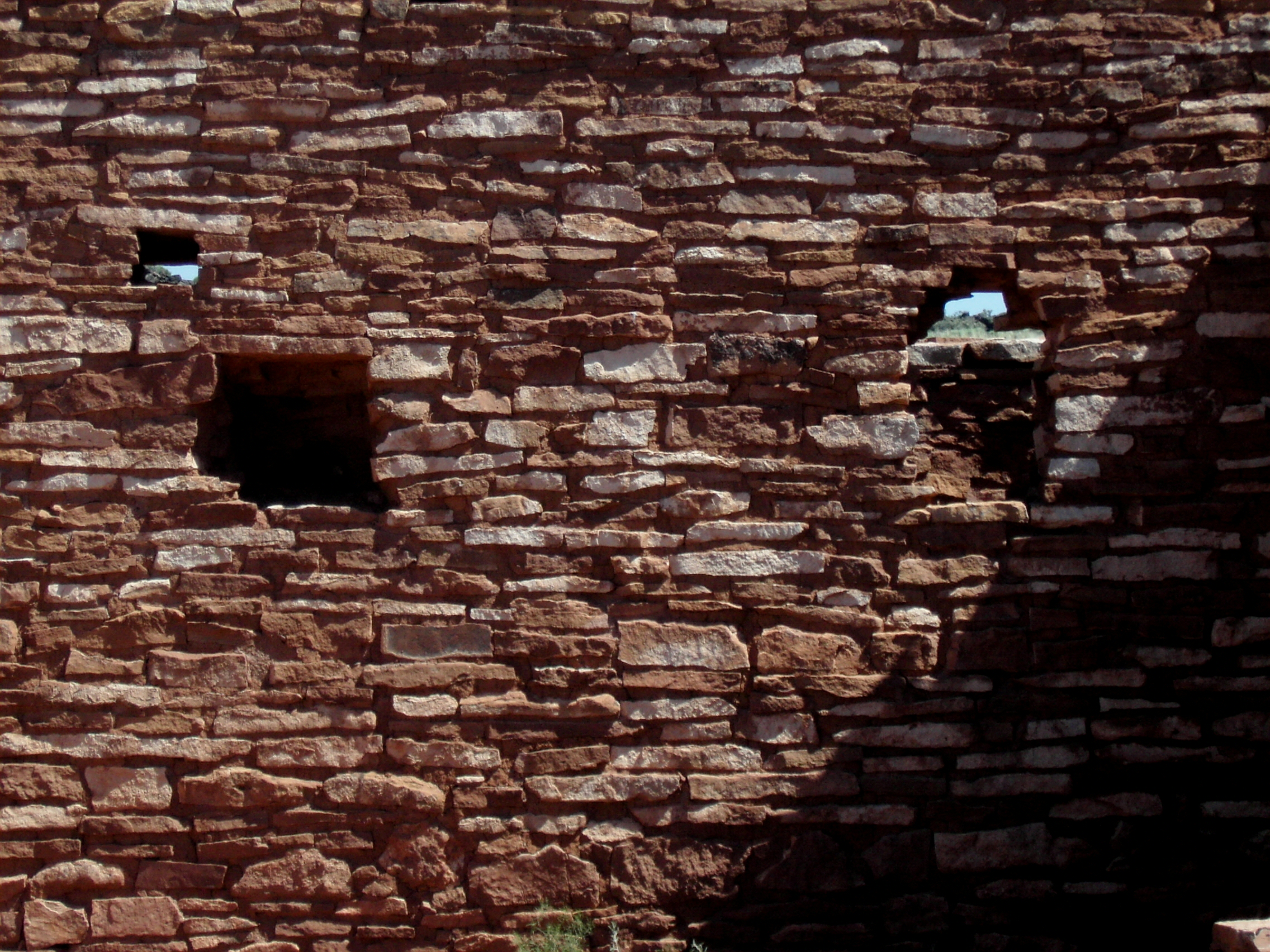
Materials utilitzats en els habitatges anasazi. Wupatki National Monument, Arizona.

Els murs de les cases es fan amb una mena de tova anomenat jacal a Mèxic aplicats a unes reixetes de fusta. Les construccions més ben conservades tenien una estructura de pedra unida per morter. També coneixien el maó cuit. En diferents pobles, certes cases guarden empremtes de pintura decorativa sobre un revestiment de guix, argila o directament sobre la tova.
La teulada era recoberta per capes d'argila i branques mantingudes per troncs. Les cases inicialment tenien un sol nivell, però podien atènyer fins a dos pisos suplementaris. Diverses habitacions rectangulars a la planta baixa eren reservades a l'emmagatzematge de l'aliment. La vida quotidiana es passava sobretot a les terrasses d'aquests habitatges.
En aquests pobles els arqueòlegs s'han interessat sobretot per les places i a les kivas. Les kivas, inicialment reservades al repòs, més tard van servir per a cerimònies religioses.

### Alimentació i cuina

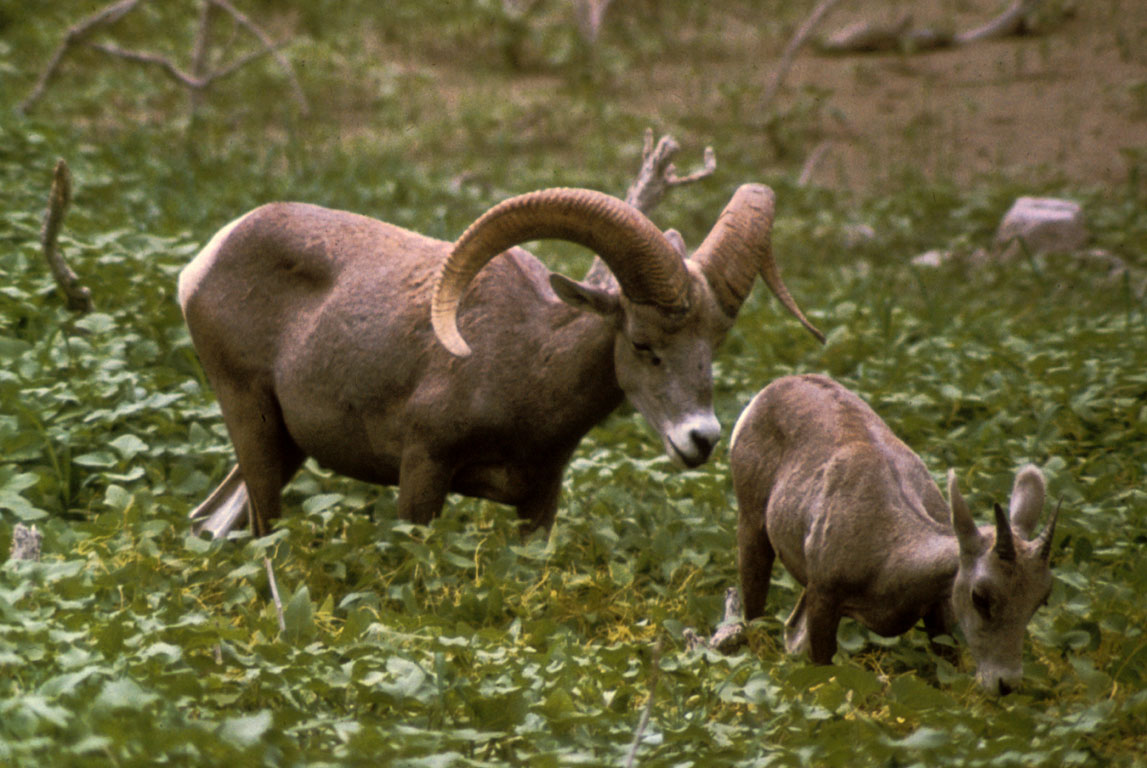
muflons: els anasazi caçaven de vegades aquests animals.

Agricultors sedentaris, els anasazi conreaven camps a proximitat dels habitatges. Produïen blat de moro, mongetes, carbasses i tabac. Totes aquestes plantes són originàries de Mesoamèrica i eren fonamentals en les civilitzacions precolombines. Els camps se situaven en els altiplans fins a dos mil cent metres d'altitud. A més altitud, les condicions eren massa dures per al cultiu. Tenien eines agràries fetes de pedra i fusta (aixada, pala, plantadora) doncs els anasazi no dominaven les tècniques metal·lúrgiques.
En canvi aquest poble va adaptar progressivament les tècniques d'irrigació provinents de Mèxic, ja fos extraient aigua dels rius o constituint reserves d'aigua de pluja. Van construir petits embassaments, canals i dipòsits que testifiquen una organització comunitària. Una part del cultiu era emmagatzemada en les cases per períodes menys propicis. El blat de moro i les carabasses eren assecats i emmagatzemats. Recuperaven els pinyons escalfant les pinyes, per consumir-los directament o elaborar coques. Les pipes de gira-sol eren emmagatzemades en gerres un cop desgranades. Els cereals es conservaven en recipients tancats per protegir-los dels rosegadors i insectes. Al segle v apareix una peça de terrissa decorada amb línies o punts, probablement derivat d'elements de cistelleria. Més tard el disseny es complica amb representacions d'animals o d'humans. Els colors difereixen segons les regions: negres i blancs a Colorado, negre i vermell al nord d'Arizona, vermells i gamuzats a Utah. La terrisseria acaba sent ricament decorada amb diferents esquemes incrustats abans de la cocció per espigues de cereals, iuca o petxines.

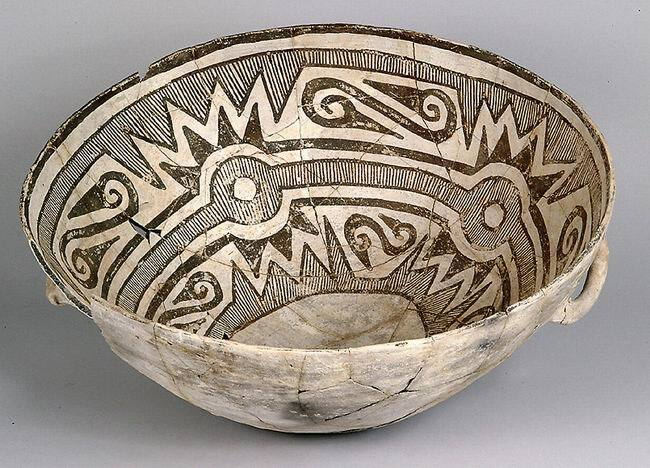
Bol de ceràmica decorat, segles XI-XIII, Chaco Canyon.

Encara que havien abandonat el nomadisme segles enrere, els amerindis del sud-oest americà mai van abandonar completament la caça-recol·lecció practicada pels seus avantpassats. Pinyons, baies, fruits salvatges, figues de moro constituïen complements a la dieta. Caçaven bisons, cérvols, antílops als altiplans o cérvols i muflons a les muntanyes. Capturaven animals més petits (conills, esquirols, ocells) amb paranys o xarxes de iuca.
Els petits animals eren la font principal de proteïnes, els animals més grossos eren trossejats directament en el lloc de caça. Es guardaven les pells i tendons per a altres usos. La cria de gall dindi servia únicament per a obtenir plomes, ja que no els consumien.
Per a la preparació dels menjars encenien el foc fregant un pal contra una placa de fusta, el foc es mantenia en un forat fet directament a terra. Per cuinar utilitzaven eines de terra cuita, de fusta o d'os. Per bullir els líquids introduïen pedres calentes a l'interior dels recipients de terra, ja que aquests no podien posar-se directament al foc.

### Artesania i comerç

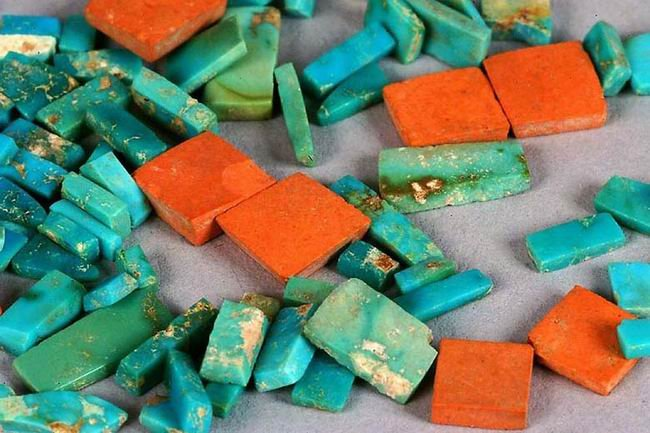
Turqueses tallades trobades al Chaco Canyon

Els homes teixien el cotó per fer mantes i camises. Feien servir altres fibres vegetals com la iuca i pells o cuirs per a la indumentària. Portaven sandàlies i mocassins i probablement sabates adaptats als períodes hivernals.
Les joies eren corrents: collarets, arracades, braçalets, brotxes i pintes de fusta, os, coral o atzabeja o en pedres com la turquesa. Fins i tot s'han trobat instruments musicals (flauta d'os).

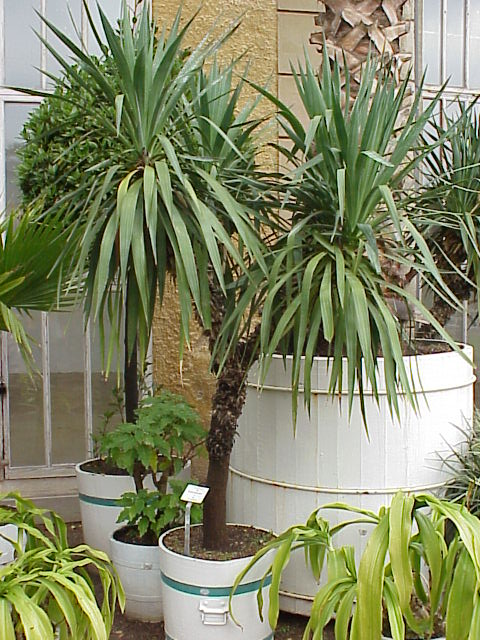
La iuca era utilitzada en l'artesania.

Els anasazi importaven conquilles de Califòrnia, perles de coure i lloros de Mèxic, cotó i sil·limanita. Els comerciants utilitzaven una àmplia xarxa de senders però no hi havia veritables rutes comercials, a diferència per exemple de l'Imperi Inca. Els rius de la regió no eren navegables.
Poble Bonic del Chaco Canyon, s'ha confirmat com el gran centre comercial dels anasazi. La regió és travessada per una grossa xarxa de vies que uneixen un centenar de pobles. Els anasazi no coneixien el sistema monetari i feien comerç per barata.
En la vida quotidiana, els anasazi utilitzaven diferents objectes exposats als grans museus nord-americans:
- Cistelles, cistelles de vímet, iuca, sumac de múltiples usos. Eren utilitzats, per exemple, com motxilla per transportar eines, fusta o menjar.
- Ceràmica i terrissa: urnes, bols, càntirs, gerres, culleres, figuretes.
- Eines i armes de pedra: puntes de sageta, maces, ganivets d'obsidiana, punxons per treballar el cuir, destrals de silimanita o de limonita.
- Objectes per teixir el cotó, per cosir el cuir (agulles d'os).
- Fil (de vegades a base de cabells), cordill i sogues (de iuca).

### Creences
Els anasazi van deixar nombrosos petroglifs en els penya-segats del desert nord-americà en gres. Es tracta de dibuixos més o menys estilitzats, gravats en les parets dels canyons. Alguns d'aquests dibuixos són pintats a la roca. Poden estar sols o cobrir diversos metres quadrats. Els dibuixos poden superposar-se durant períodes molt llargs, pel que petròglifs molt antics poden estar entremesclats amb altres del segle xix. Els arqueòlegs només poden elaborar hipòtesis sobre el seu significat:
- Els dibuixos representen animals caçats.
- Alguns poden representar mapes rudimentaris per indicar llocs importants (fonts, pobles).
- Alguns figuren cereals per a representar una bona collita.
- Hi ha dibuixos que representen una família o grup d'humans, així com escenes de ball.
- Hi espirals de fins a 75 centímetres de diàmetre que podrien evocar el moviment del Sol o el temps que passa. Podrien ser una mena de calendari ritual. Per als indis pueblo actuals simbolitzen les migracions de les tribus.

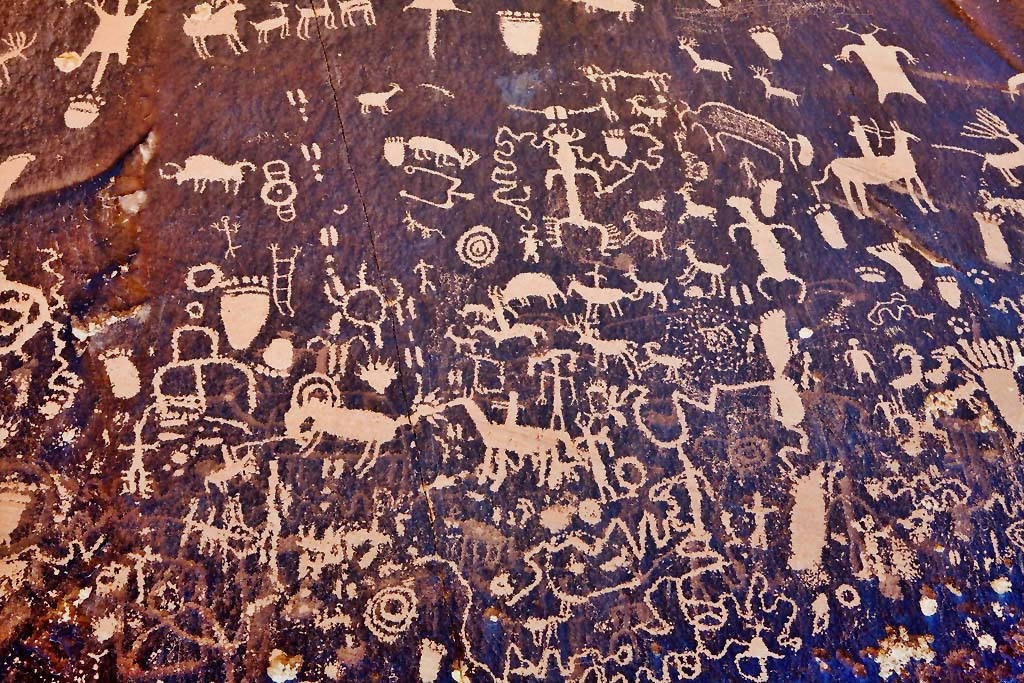
Petròglifs, Newspaper Rock, Utah.

Diversos tipus de petròglifs són relacionats amb els solsticis d'estiu i hivern. Els de faixada o Hovenweep National Monument indiquen clarament aquests moments de l'any. Les alineacions d'edificis proven que els anasazi sabien preveure el cicle draconític lunar de 18,6 anys.
S'ignora si existia un clergat estructurat. Se sap que certes persones es provocaven de tant en tant visions prenent substàncies al·lucinògenes, s'han trobat per exemple llavors de datura a Mesa Verde. Les cerimònies es practicaven en altars dels quals s'han conservat alguns exemplars de fusta pintada. Les excavacions van permetre trobar bàculs d'oració que eren oferts als «esperits». Chaco Canyon representaria, segons certs estudiosos un gran centre de pelegrinatge de les poblacions circumdants.

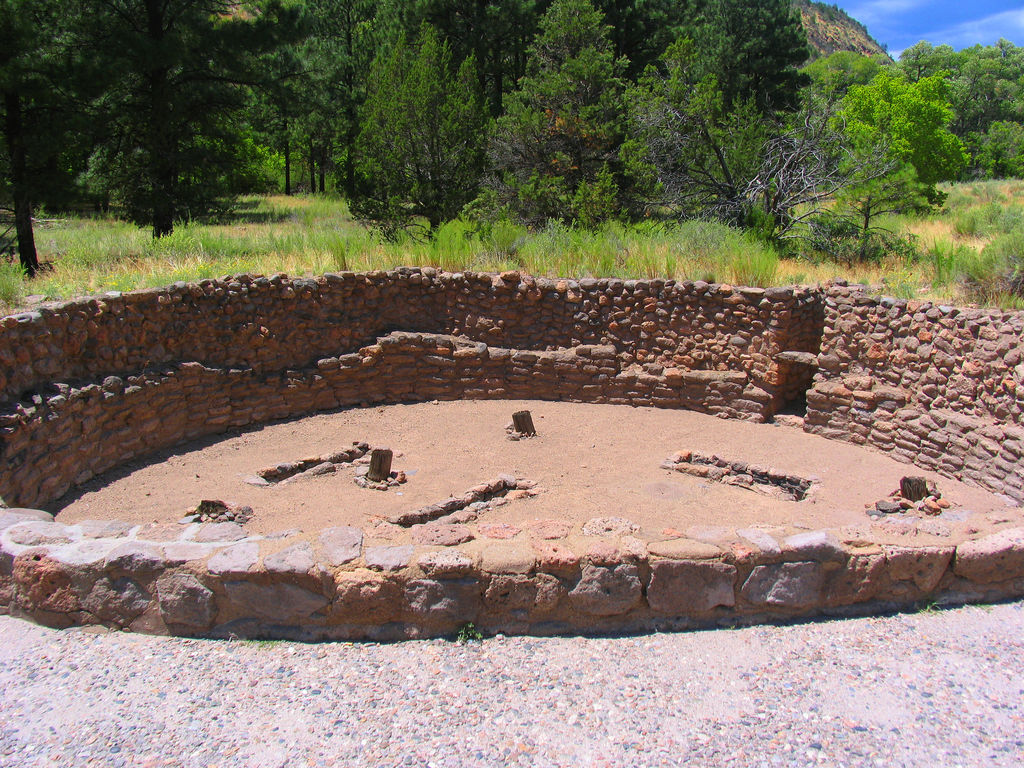
Kiva anasazi, Bandelier National Monument, Nou Mèxic.

Els anasazi adoraven el déu Kokopelli i als kachines, esperits invisibles. Existien cerimònies col·lectives destinades a invocar als esperits perquè protegissin la comunitat. S'organitzaven en les kives. La religió dels anasazi era doncs pròxima a l'animista: es van trobar restes d'un lloro enterrat ritualment a Nou Mèxic.
Les kives eren habitacions circulars excavades a terra i recobertes d'un sostre. En part sota el nivell del sòl, es descendia per una petita escala per practicar el culte o reunir el consell del poble. Al centre s'encenia una foguera i el fum es treia per un tub de ventilació amb deflector. Les kives més grosses podien donar aixopluc diversos centenars de persones assegudes en tamborets de pedra. Les grans kives del Chaco Canyon tenien un diàmetre de 18 metres i estaven subdividides en parts segons els punts cardinals. Les festes religioses relacionades amb els cicles agrícoles se celebraven en aquestes habitacions i estaven reservades als homes.

### Organització social
La societat anasazi s'havia de semblar a la dels indis pueblo actuals. S'organitzaven probablement al voltant d'un sistema matriarcal (la parella s'instal·la a la casa de la mare de l'esposa) i matrilinial. Les dones són les propietàries del patrimoni familiar, casa i terrenys. El marit integra amb el matrimoni el clan de l'esposa, i aquesta li estava permès divorciar-se. Els arqueòlegs no són segurs que els anasazi visquessin en clans, creuen més aviat que s'organitzaven en un sistema igualitari, sense agrupacions socials jerarquitzades.

## Civilització o poble prehistòric

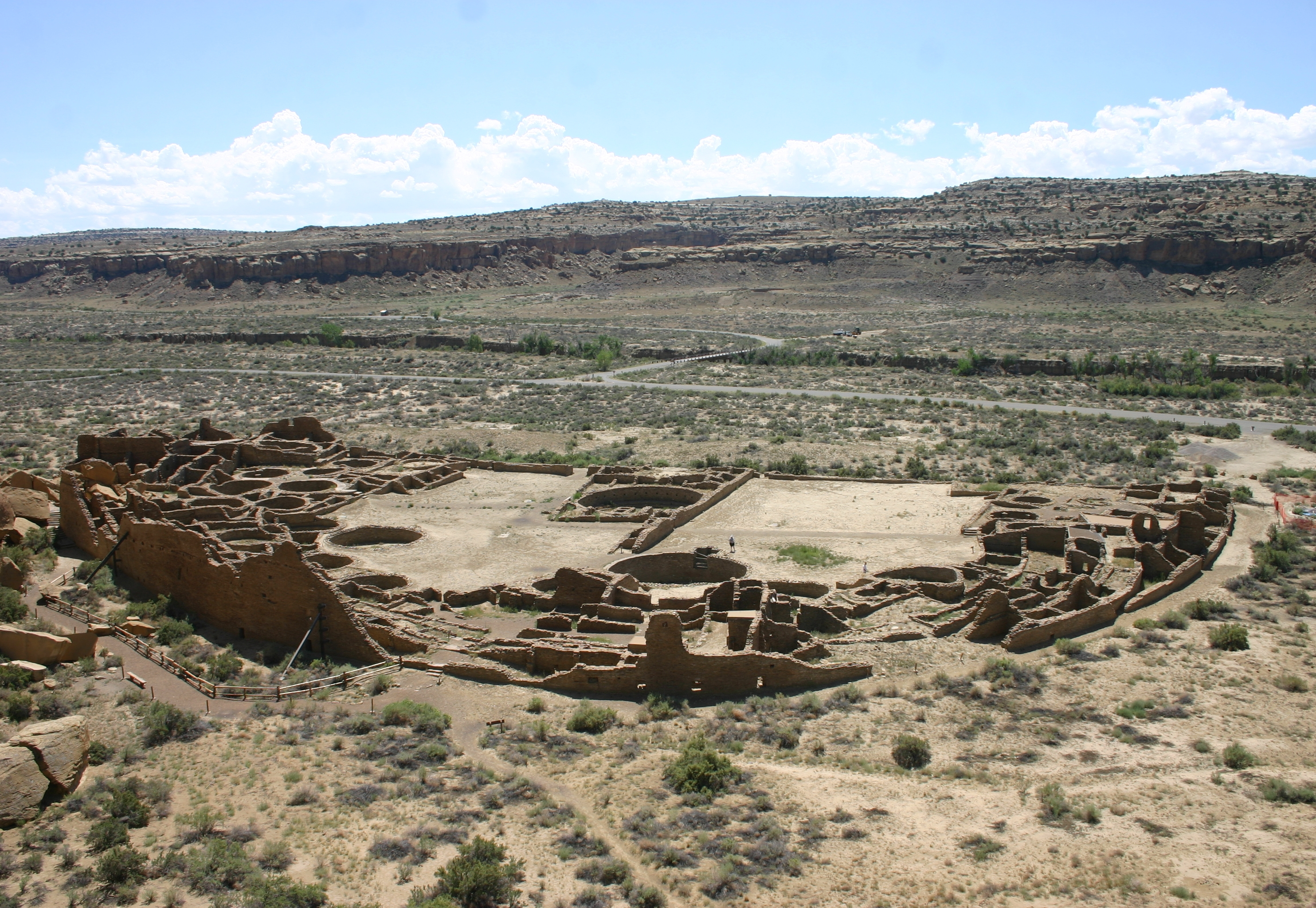
Chaco Canyon.

Per Jerry J. Brody la cultura anasazi és «de la que tenim més constància de les cultures prehistòriques del sud-oest nord-americà». Sembla provat que els anasazi no tenien escriptura, ni roda, ni moneda. No coneixien la metal·lúrgia i no han aportat cap novetat.
No obstant això, els conqueridors estimaven que un poble que teixia el cotó era civilitzat. El seu domini del regadiu, de les construccions en pedra i de diversos pisos (en el Poble Bonic, per exemple, hi havia fins a cinc) i els coneixements d'astronomia donen testimoni d'una cultura rica i dinàmica. Si es considera que és una civilització quan hi ha un cert grau d'urbanització, els anasazi ho eren, ja que certs pobles podrien haver tingut fins a sis mil habitants. Els pobles del Chaco Canyon eren tan pròximes que haurien format una aglomeració de quinze a trenta mil habitants.
Els anasazi van aconseguir la proesa d'edificar en llocs inaccessibles sense força animal ni eines metàl·liques. Per a construir les grans cases del Chaco Canyon era menester milions de blocs de gres i diversos centenars de milers de bigues. Per tot això, cal considerar que encara no s'han revelat tots els misteris sobre la civilització dels anasazi.

## Fi de la cultura anasazi

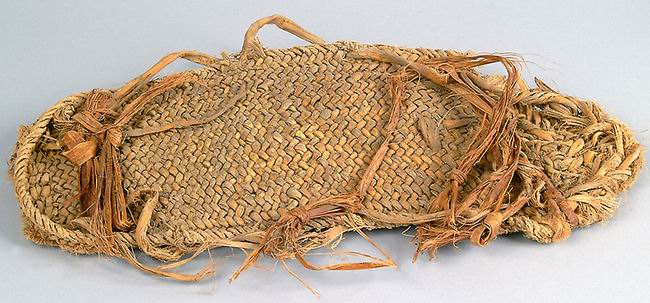
Sandàlia de iuca del. Chaco Canyon.

Si bé molts aspectes de la història dels anasazi no són coneguts per manca de fonts escrites, hi ha proves materials que van exercir una pressió creixent sobre l'ambient. Això podria haver provocat una catàstrofe ecològica provocada per la sobreexplotació dels boscos propers, la qual cosa a llarg termini podria haver tingut efectes adversos en el clima de la regió i en l'erosió del terreny. De fet el cas de la cultura anasazi és un dels exemples arquetípics tractats per Jared Diamond al seu llibre Collapse: How Societies Choose to Fail or Succeed (‘Col·lapse: com les societats trien fracassar o reeixir’) dedicat a l'esfondrament societal de diverses cultures antigues per problemes de manca de sostenibilitat ecològica.